# Aikinlampi
Aikinlampi är en sjö i Finland. Den ligger i kommunen Posio i landskapet Lappland, i den nordöstra delen av landet, 700 km norr om huvudstaden Helsingfors. Aikinlampi ligger 244,3 meter över havet. Arean är 23,1 hektar och strandlinjen är 1,98 kilometer lång. Sjön  ingår i Ijo älvs huvudavrinningsområde. 